# 地震序列
地震序列是發生在相近時間或空間上的一連串地震，依照發生次序可分為前震

、主震和餘震

，難以判別主震的地震序列稱之為群震

。不同型態的地震序列是由於地殼非均質所引起。

## 前震
前震是發生在主震前的一連串地震。由於地殼並不是均質體，導致應力的累積並不平均，造成主斷層在滑動前就發生一系列較小的破裂，也就是前震。全世界超過44%的地震都有前震

，因此在地震預測中是很重要的課題。

## 主震
主震是地震序列中規模最大的地震。地震學家用地震矩來描述主震釋放出的能量，斷層滑動的面積和量愈高，釋放出的能量和造成的破壞就愈大。由於"主震"後有可能發生規模更大的地震，因此同一地震可能由"主震"變成"前震"（页面存档备份，存于）

## 余震
余震是指跟隨在主震後發生的一連串地震。主震發生後，斷層上的應力分佈會產生改變，在應力再調整的過程中就造成一系列的餘震。

## 群震
群震又稱群發性地震是指無法判別主震的地震序列。一般而言，群震出現在構造極端破碎的區域，火山和熱液活躍區域都是典型的代表。